# بالزا (شهرستان کویورگازینسکی، باشقیرستان)
بالزا (انگلیسی: Balza, Kuyurgazinsky District, Republic of Bashkortostan) یک شهرک در شهرستان کویورگازینسکی جمهوری باشقیرستان در کشور روسیه است.